# یانوش مادیوروشی-کلنچ
یانوش مادیوروشی-کلنچ (مجاری: Mogyorósi-Klencs János; ۳۱ مارس ۱۹۲۲ – ۲۲ ژوئیهٔ ۱۹۹۷) ژیمناست هنری اهل مجارستان بود.
وی در مسابقات کشوری و بین‌المللی در مجموع برندهٔ ۱ مدال نقره، ۲ مدال برنز شده‌است.